# Walwa
Walwa is een plaats in de Australische deelstaat Victoria en telt 268 inwoners (2006).

## Geboren
- Scott McGrory (22 december 1969), wielrenner